# 泰里角
77°39′S 167°25′E / 77.650°S 167.417°E
泰里角是南極洲的海岬，位於羅斯島南部，處於蘇坦斯岬岩東北面6公里，海拔高度超過400米，以美國海軍命名，現時由南極條約體系管理。